# フランツ (ポメラニア公)
フランツ（ドイツ語：Franz, 1577年3月24日 - 1620年11月27日）またはフランチシェク（ポーランド語：Franciszek）は、1592年よりカミエン監督領の監督補佐、カミエン監督（在位：1602年 - 1618年）、1606年よりビトゥフ知事、ポメラニア＝シュチェチン公（在位：1618年 - 1620年）。

## 生涯
フランツはポメラニア公ボギスラフ13世とその最初の妃クララ・フォン・ブラウンシュヴァイク＝リューネブルクの第4子、次男として生まれた。母クララの父親であるブラウンシュヴァイク＝リューネブルク公フランツにちなんで名付けられた。
幼い頃よりカミエン監督の職に就くことが決められていた。まず、1592年にカミエン監督補佐となり、1602年6月20日に前監督である叔父のカジミール7世が退位した後、1602年9月15日にカミエン監督に選出された。
兄弟たちとの合意の結果、父ボギスラフ13世の死後、フランツは監督職に加えてビトゥフの統治も引き継いだ。フランツはヨーロッパ中を旅し、オランダ、フランス、チェコを訪れた。1618年に長兄のシュチェチン公フィリップ2世が死去したため、フランツはシュチェチン公位を継承し、末弟のウルリヒにカミエン監督の座とシュチェチネクを与えた。
1609年、まだカミエン監督であったフランツは、ザクセン選帝侯クリスティアン1世とゾフィー・フォン・ブランデンブルクの娘ゾフィーとの結婚のための交渉を開始した。結婚式は1610年7月にドレスデンで行われ、指輪の交換は8月26日にドレスデンで行われ、妻のビトゥフへの到着式は1610年10月13日に行われた。この結婚では子供が生まれなかった。
フランツは公領の防衛を強化しようとした。創設された軍事委員会の意図は、常設の正規軍を創設することであり、当初の計画では（少なくとも）1,500名の騎兵と8,000名の歩兵で構成されることになっていた。この計画では、シュチェチンに兵器庫を建設することも想定されていた。フランツの構想は臣民から批判され、国防税の増額は反対の声が上がった。社会的不満と財政難の結果、フランツは国庫に15万ギルダーの借金を残すこととなった。
フランツは1620年11月27日にシュチェチンで死去した。フランツの遺灰は1621年1月17日に聖オットー教会に埋葬された。フランツの死後、シュチェチン公領は弟のボギスラフ14世が継承した。